# Den blå pärlan

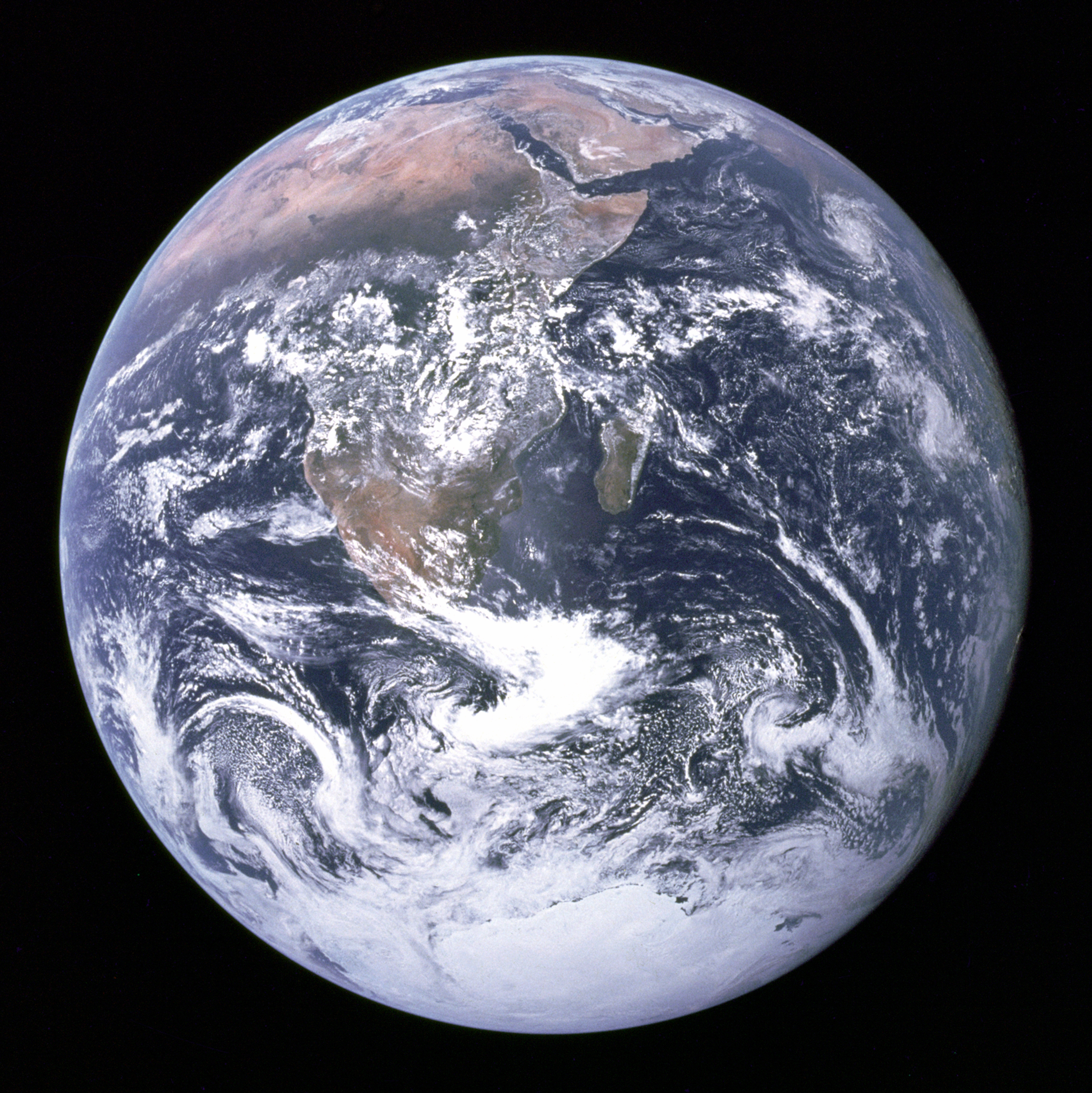
Jorden så som den sågs av besättningen på Apollo 17 på väg till månen. Bilden sträcker sig från Medelhavsområdet till Antarktis inlandsis och shelfis. Detta är den första gången Apollos kulbana gjort det möjligt att fotografera isen runt Antarktis. Lägg märke till det tjocka molntäcket över södra halvklotet. Nästan hela Afrikas kust syns tydligt. Arabiska halvön kan ses vid Afrikas nordöstra kant. Den stora ön utanför Afrikas kust är Madagaskar. Det asiatiska fastlandet är vid horisonten mot nordost.

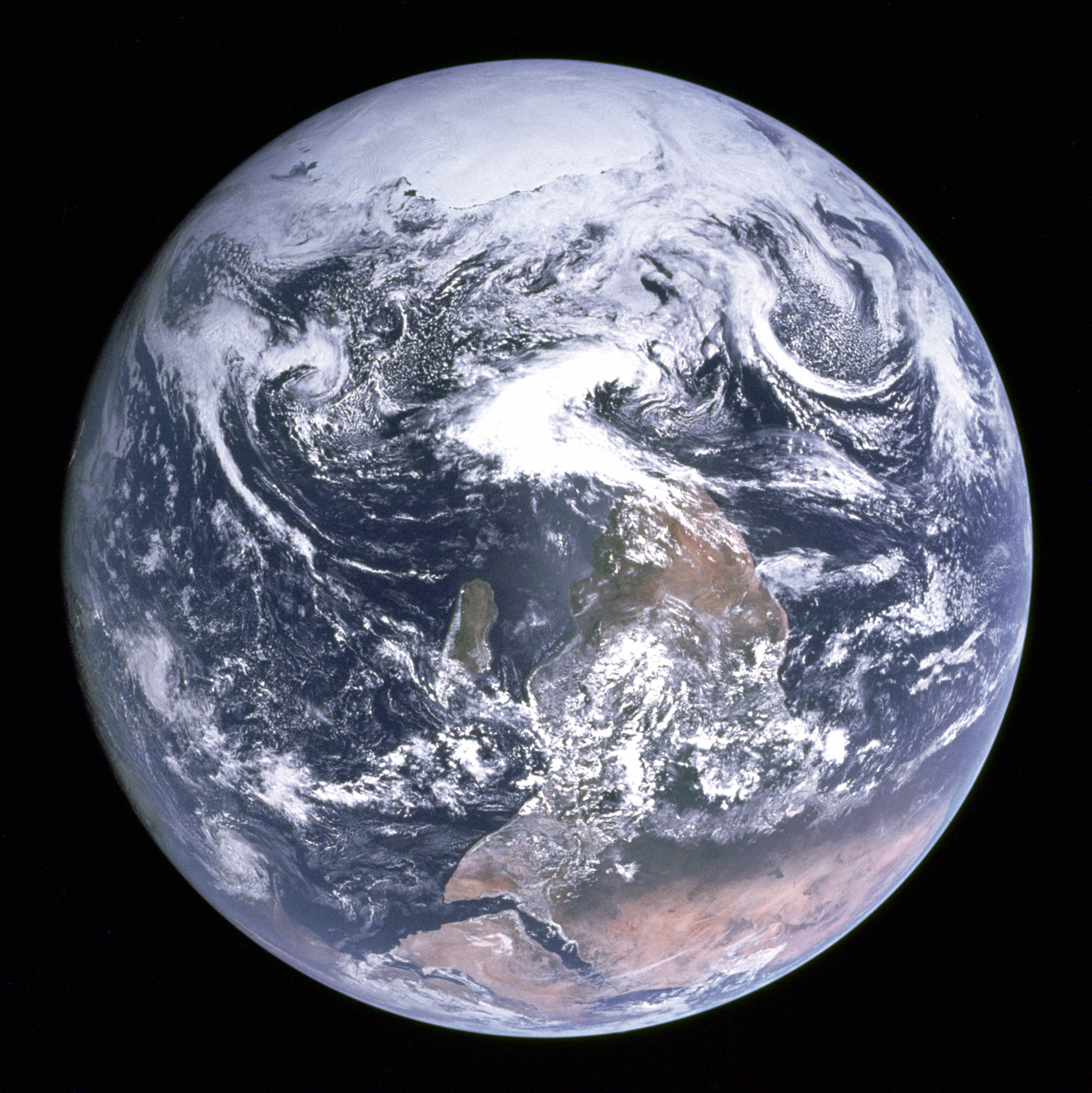
Fotografiet togs ursprungligen så att södra halvklotet syntes längst upp i bilden, och det norra halvklotet syntes längst ned. Detta beror på orienteringen eller "inriktningen" som astronauterna reste på vid tillfället.

Den blå pärlan (engelska: The Blue Marble, "Den blå spelkulan") är ett berömt fotografi av planeten Jorden, taget 7 december 1972 av Harrison Schmitt som tillhörde besättningen på Apollo 17, under flygningen från Jorden till Månen.
Fotografiet togs från en distans på omkring 29 000 kilometer. Bilden, vars beteckning är AS17-148-22727, togs med en Hasselbladskamera med ett 80-millimeters objektiv.
Namnet har också använts av NASA för att beteckna en modern bildserie över jorden med en relativt hög upplösning. Bilderna, som visar en nästan molnfri jord, har skapats av ett antal ihopfogade satellitbilder. Liksom många andra bilder framställda av medarbetare vid Nasa är denna bild i public domain, det vill säga fri att publicera i de flesta sammanhang.